# تری‌روتنیم دودکاکربونیل
تری‌روتنیم دودکاکربونیل (به انگلیسی: Triruthenium dodecacarbonyl) با فرمول شیمیایی C۱۲O۱۲Ru۳ یک ترکیب شیمیایی است. که جرم مولی آن ۶۳۹٫۳۳ g/mol می‌باشد. شکل ظاهری این ترکیب، جامد نارنجی است.